# رابرت بلای

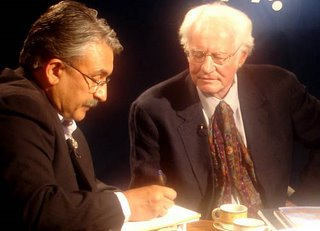
رابرت بلای در حال مصاحبه با خبرنگار ایرانی علی‌اکبر عبدالرشیدی

رابرت بلای (به انگلیسی: Robert Bly)؛ (متولد ۲۳ دسامبر ۱۹۲۶ – درگذشتهٔ ۲۱ نوامبر ۲۰۲۱) نویسنده و شاعر نروژی الاصل آمریکایی بود.

## ادبیات فارسی
رابرت بلای در میانه دهه ۱۹۷۰ (میلادی) با ترجمه رینولد نیکلسون با مثنوی مولوی آشنا شد و خیلی زود تحت تأثیر نبوغ مولانا در استفاده از داستان‌های شاعرانه برای راهنمایی و روشنگری خوانندگان و مریدان قرار گرفت. او از دوست شاعرش کلمن بارکس خواست که شعر مولانا را دوباره ترجمه کند. زیرا ترجمه رینولد نیکلسون دارای قید و بند ترجمه‌های ویکتوریایی دقیق اما تحت‌اللفظی بود. دلیل انتخاب بارکس این بود که او شاعری با استعداد در داستان‌سرایی بود و این هنر او برای معرفی مولانا به خوانندگان انگلیسی زبان لازم بود. پس از انتشار ترجمه و تفسیر اشعار مولوی توسط بارکس و بلای، مثنوی معنوی مولوی به پرفروش‌ترین کتاب سال در ایالات متحده تبدیل شد.
رابرت بلای برنده جایزه کتاب ملی آمریکا در سال ۱۹۶۷ از مخالفان سرسخت جنگ ویتنام و همچنین منتقد دولت آمریکا به خاطر حمله به عراق بود. لای در معرفی شاعران و نویسندگان و متفکران امروز کشورهای در حال توسعه به غرب هم سهم بسزایی داشت. شاعران بزرگی مانند پابلو نرودا و فدریکو گارسیا لورکا با ترجمه‌های او به انگلیسی زبانان معرفی شده‌اند.
رابرت بلای در سه دهه پایانی زندگیش بشدت تحت تاثیر اشعار حافظ و مولوی بود. رابرت بلای در سال ۲۰۰۶ میلادی به همراه کلمن بارکس، در سفری به ایران از تهران، اصفهان، و شیراز دیدن کردند. هر دو آنها در این سفر از دانشگاه تهران دکترای افتخاری دریافت کردند.
در اوایل دهه ۱۹۹۰ میلادی رابرت بلای از طریق کنفرانس‌های علمی که در لندن و واشینگتن، دی.سی. برگزار می‌شدند با اشعار عطار و حافظ آشنا شد. این آشنایی، او را به پژوهش شیوه استفاده صوفیان ایرانی از خواندن اشعار حافظ و عطار در مراسم‌شان تشویق کرد. پس از مدت کوتاهی رابرت بلای با لئونارد لویسون کار مشترکی را برای ترجمه غزلیات حافظ به انگلیسی آغاز کردند و سرانجام در سال ۲۰۰۸ پس از ۱۴ سال کوشش و بررسی دقیق، ترجمه سی غزل حافظ خود را در کتابی به نام Angels Knocking on the Tavern Door منتشر کردند. این اثر چهار سال بعد در یک نسخه دو زبانه با عنوان دوش دیدم که ملائک در میخانه زدند در تهران منتشر شد.
آشنایی با شعر حافظ و تاثیر عمیق آن بر رابرت بلای گذاشت باعث شد او خود اشعاری به انگلیسی در قالب غزل بسراید و یک سبک جدید شعر در زبان انگلیسی ابداع کند. دو مجموعه غزل شبی که ابراهیم برای ستاره‌ها خواند (The Night Abraham Called to the Stars-۲۰۰۱) و سزای من هزار سال شادی بود  (My Sentence Was a Thousand Years of Joy- ۲۰۰۵) حاصل این غزلیات هستند.

### موسیقی ایرانی
بلای در سال ۱۹۸۷ برای نخیتین بار در کنسرت محمدرضا شجریان در لندن شرکت کرد. استفاده شجریان در بیان و تفسیر شعر مولانا و حافظ با هنر تحریر توجه او را چنان برانگیخت که روز بعد از کنسرت به یک کتابفروشی ایرانی رفت و تا آنجا که می توانست نوار کاست آواز سنتی ایرانی خرید. بعدا او به آواز غزلیات مولانا توسط شهرام ناظری علاقه ویژه‌ای پیدا کرد و چنان تحت تأثیر قرار گرفت که قصیده‌ای برای آواز شهرام ناظری نوشت.

## کنشگری
رابرت بلای بیشتر به عنوان یک شاعر ضدجنگ شناخنه می‌شود. همچنین در جایگاه نویسنده کتاب‌ مردِ مرد و بنیان‌گذار "جنبش مردان" که هر دو درونمایه‌ای مردانه دارند گاهی مورد انتقاد قرار گرفته و کارهای او به اشتباه بعنوان یک حرکت زن‌ستیز برداشت می‌شوند. در حالیکه او در واقع سعی داشته چیزی را بیان کند که از جامعه انتظار می‌رود. اینکه مردان باید مانند آهن قوی باشند تابع احساسات خود نشوند و نسبت به عیوب خود بی‌اعتنا نباشند. هدف بلای پیش از هر چیز، تشویق مردان به اعتراف در مورد احساسات و رویارویی با عیوب شخصی‌شان بوده است.
رابرت بلای با ترجمه اشعاری از بهترین شاعران اسپانیایی، آلمانی، سوئدی، نروژی، روسی، هندی، اردو، و فارسی زبان، شعر جهان را به خوبی به خوانندگان آمریکایی و انگلیسی‌زبان بخوبی شناساند. با اینحال، سهم او در آگاه ساختن خوانندگان انگلیسی زبان از زیبایی، عمق و حکمت شعر عرفانی فارسی نادیده گرفته می‌شود.

## آثار ترجمه شده به زبان فارسی
- مرد مرد؛ با همکاری لئونارد لویزون، ترجمه فریدون معتمدی - انتشارات مروارید - ۳۵۲ صفحه - چاپ ۱۳۸۴–۰–۰۷–۸۸۳۸–۹۶۴[۶]آدینه بوک
- جامعه نیمه‌بالغ‌ها؛ ترجمه مهدی قراچه‌داغی؛ زهره فتوحی - نشر البرز - ۲۹۰ صفحه - چاپ ۱۳۷۷–۵–۹۰–۶۲۲۹–۹۶۴[۷]
- ادبیات تبلیغ: کتاب راهنما برای نویسندگان تبلیغات: رهنمودی گام به گام برای نگارش تبلیغات پرفروش؛ ترجمه منیژه (شیخ‌جوادی) بهزاد؛ ابوالفتح قهرمانی - نشر سیته - ۳۴۰ صفحه - چاپ۱۳۸۴–۶–۰–۹۴۲۰۶–۹۶۴[۷]
- اسرار سایه: رمزگشایی از نیمه تاریک وجود؛ ترجمه فرشید قهرمانی - بنیاد فرهنگ زندگی (وابسته به مؤسسه بنیاد فرهنگی زندگی بالنده) - ۷۶ صفحه - چاپ ۱۳۹۰–۹–۴–۹۲۲۵۱–۶۰۰-[۷]
- اسرار فروش تلفنی موفق؛ ترجمه سمیه امیری - مؤسسه توسعه روابط تجاری - ۲۷۲ صفحه - چاپ ۱۳۸۵–۱–۲۴–۷۰۸۷–۹۶۴[۸]
- جایی که غروب درنگ می‌کند: گزیدهٔ شعر معاصر آمریکا، ریچارد ابرهارت؛ رابرت بلای؛ می‌سوانسن - نشر ثالث - ۲۱۲ صفحه - چاپ ۱۳۸۶–۳–۱۸۵–۳۸۰–۹۶۴[۸]
- خوردن عسل کلمات؛ ترجمه فؤاد نظیری - انتشارات مروارید - ۲۰۸ صفحه - چاپ ۱۳۸۶–۶–۴۶–۸۸۳۸–۹۶۴–۹۷۸[۸]

## گفتاوردها
- به جای حمله به مسلمانان باید قدردان نوابغ آنها چون حافظ و مولانا باشیم.[۴]
- اشعار مولوی برای مردم و جامعه آمریکا  نیاز هستند. حتی در زندگی روزمره هم به کار می‌آیند.[۴]
- عطار، حافظ، مولانا، و سعدی به من شادی فراوان بخشیده و راهنمای من بوده‌اند. یکی از شعرهای اخیر من اینگونه تمام می‌شود: «آنچه سعدی نگفت هرگز گفته نخواهد شد.»[۵]
- نخستین واکنش من بعد از شنیدن موسیقی لطفی حیرت بود. او اغلب با چند نت ساده آغاز می‌کند و راهی را می‌گشاید که به اعتمادی مفرد در درون منتهی می‌شود و اشک را در مخاطب به وجود می‌آورد… هنگام شنیدن موسیقی لطفی، حسی که به ما دست می‌دهد، ارادت (فرمان‌برداری) است.[۹]